# Salassa megasticta
Salassa megasticta är en fjärilsart som beskrevs av Swinhoe 1894. Salassa megasticta ingår i släktet Salassa och familjen påfågelsspinnare. Inga underarter finns listade.